# ۲۶ رجب
۲۶ رجب، بیست و ششمین روز از ماه رجب در تقویم هجری قمری است.
در تقویم هجری قمری قراردادی این روز دویست و سومین روز سال است.

## درگذشتگان
- ۶۸۱ - ابن خلکان، تاریخ‌نگار، فقیه، ادیب و نویسنده عراقی-شامی.
- ۱۴۱۹ - محمدتقی جعفری، فیلسوف، مولوی شناس، جامعه شناس، روانشناس و از مفسران نهج البلاغه